# اپوزیسیون ونزوئلا

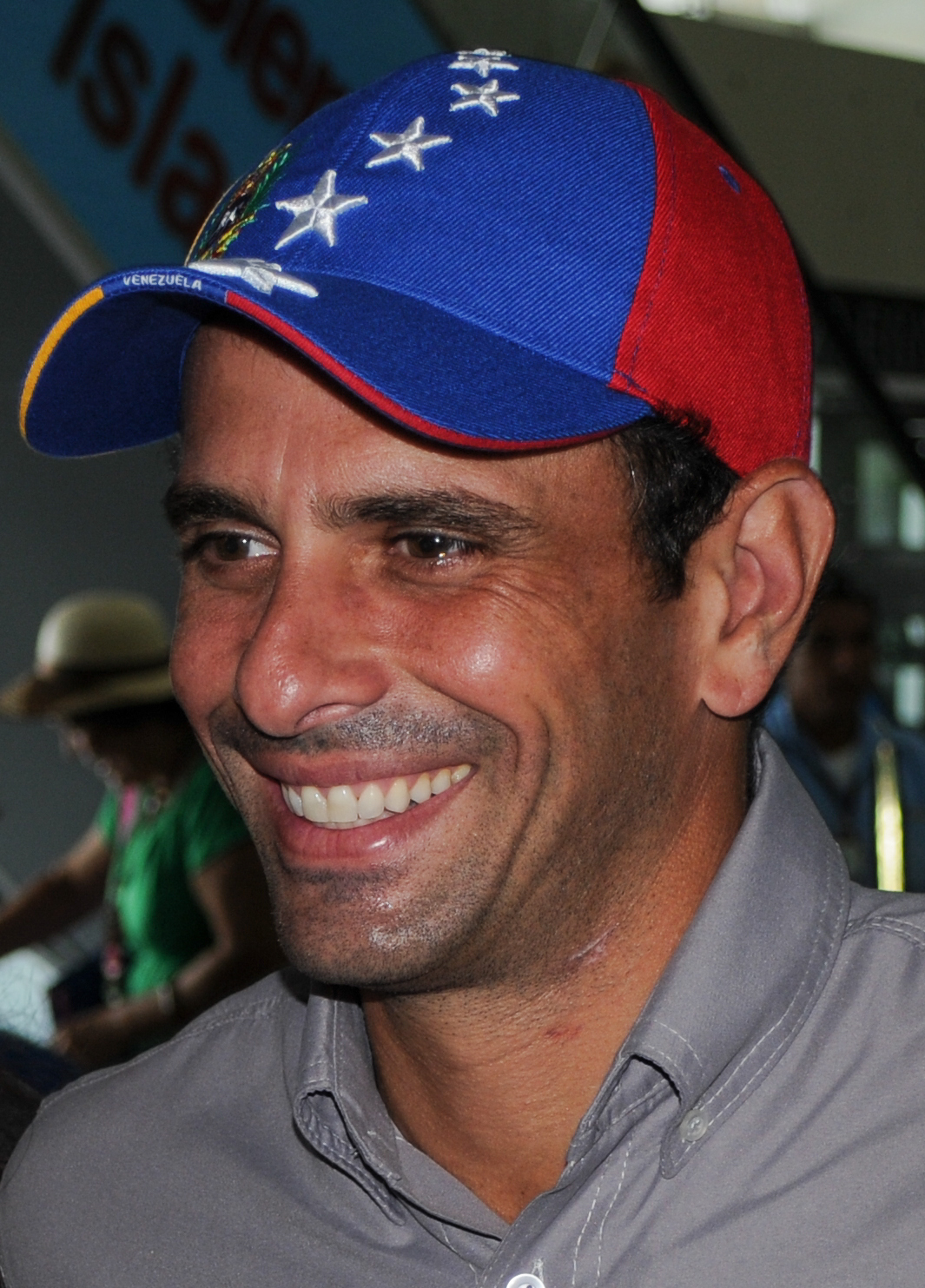
انریکه کاپریلس رادنسکی، نامزد ریاست‌جمهوری اپوزیسیون در سال‌های ۲۰۱۲ و ۲۰۱۳، با کلاه سه‌رنگ پرچم.

اپوزیسیون ونزوئلا یا ضد چاوزیست‌ها، اصطلاحی برای اشاره به یک چتر سیاسی است که برای توصیف جنبش‌های سیاسی، اجتماعی و مذهبی که با چاوزیسم، دولت‌های چاوزیستی رئیس‌جمهورهای سابق و کنونی، هوگو چاوز و نیکلاس مادورو و فرایند سیاسی انقلاب بولیواری از ۲ فوریه ۱۹۹۹، مخالفند، استفاده می‌شود.

## رهبری

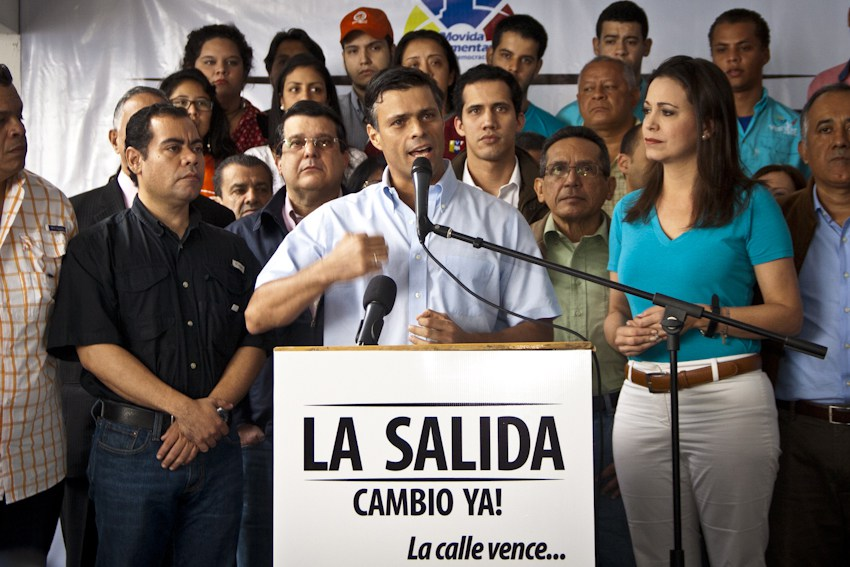
رهبران برجسته اپوزیسیون ونزوئلا، لئوپولدو لوپز و ماریا کورینا ماچادو در حال برگزاری کارزار سیاسی ۲۰۱۴ اپوزیسیون؛ خوان گوایدو در پشت ایستاده است.

در سال ۲۰۰۲، پدرو کارمونا و کارلوس اورتگا، برای مدت کوتاهی، رهبری اپوزیسیون را برعهده گرفتند و انریکه کاپریلس رادنسکی، در طول نامزدی خود در انتخابات ریاست‌جمهوری ۲۰۱۲ و ۲۰۱۳، به عنوان رهبر آن، خدمت کرد. پس از به دست آوردن اکثریت توسط مخالفان در انتخابات ۲۰۱۵ مجلس، مجلس ملی ونزوئلا، رهبری مخالفان را بر عهده گرفت. خوان گوایدو، در طول بحران ریاست‌جمهوری، رهبر اپوزیسیون بود، اگرچه او حمایت از خود را از دست داد زیرا اپوزیسیون نتوانست به اهداف خود تحت مسئولیت او دست یابد. در انتخابات ریاست‌جمهوری ۲۰۲۴، ماریا کورینا ماچادو به عنوان رهبر اپوزیسیون انتخاب شد.